# Canton de Nancy-2
Le canton de Nancy-2 est une circonscription électorale française du département de Meurthe-et-Moselle.

## Histoire
Un nouveau découpage territorial de Meurthe-et-Moselle entre en vigueur à l'occasion des élections départementales de 2015. Il est défini par le décret du 26 février 2014, en application des lois du 17 mai 2013 (loi organique 2013-402 et loi 2013-403). Les conseillers départementaux sont, à compter de ces élections, élus au scrutin majoritaire binominal mixte. Les électeurs de chaque canton élisent au Conseil départemental, nouvelle appellation du Conseil général, deux membres de sexe différent, qui se présentent en binôme de candidats. Les conseillers départementaux sont élus pour 6 ans au scrutin binominal majoritaire à deux tours, l'accès au second tour nécessitant 12,5 % des inscrits au 1er tour. En outre la totalité des conseillers départementaux est renouvelée. Ce nouveau mode de scrutin nécessite un redécoupage des cantons dont le nombre est divisé par deux avec arrondi à l'unité impaire supérieure si ce nombre n'est pas entier impair, assorti de conditions de seuils minimaux. En Meurthe-et-Moselle, le nombre de cantons passe ainsi de 44 à 23.
Le canton de Nancy-2 est formé d'une fraction de la ville de Nancy. Il est entièrement inclus dans l'arrondissement de Nancy. Le bureau centralisateur est situé à Nancy.

## Représentation
| Période élective | Période élective | Mandat | Mandat   | Identité           | Nuance | Nuance | Qualité |
| ---------------- | ---------------- | ------ | -------- | ------------------ | ------ | ------ | --- |
| 2015             | 2021             | 2015   | 2021     | Véronique Billot   |        | PS     | Directrice d'école maternelle Adjointe au maire de Nancy                                                                                 |
| 2015             | 2021             | 2015   | 2021     | Mathieu Klein      |        | PS     | Président du conseil départemental (2015-2020), Maire de Nancy depuis 2020 Ancien conseiller général du Canton de Nancy-Nord (2004-2015) |
| 2021             | 2028             | 2021   | en cours | Chaynesse Khirouni |        | PS     | Conseillère municipale de Nancy Présidente du conseil départemental Directrice déléguée dans une association de finance solidaire        |
| 2021             | 2028             | 2021   | en cours | Anthony Perrin     |        | PS     | Cadre dans l'industrie |

### Résultats détaillés

#### Élections de mars 2015
À l'issue du 1er tour des élections départementales de 2015, deux binômes sont en ballottage : Véronique Billot et Mathieu Klein (PS, 43,53 %) et Chantal Carraro et Thierry Coulom (Union du Centre, 29,61 %). Le taux de participation est de 47,18 % (7 393 votants sur 15 671 inscrits) contre 48,16 % au niveau départemental et 50,17 % au niveau national.
Au second tour, Véronique Billot et Mathieu Klein (PS) sont élus avec 56,66 % des suffrages exprimés et un taux de participation de 44,78 % (3 735 voix pour 7 017 votants et 15 671 inscrits).

#### Élections de juin 2021
Le premier tour des élections départementales de 2021 est marqué par un très faible taux de participation (33,26 % au niveau national). Dans le canton de Nancy-2, ce taux de participation est de 31,62 % (5 090 votants sur 16 097 inscrits) contre 29,74 % au niveau départemental. À l'issue de ce premier tour, deux binômes sont en ballottage : Chaynesse Khirouni et Anthony Perrin (Union à gauche avec des écologistes, 57,8 %) et Carina-Anne Hadrie et Olivier Rouyer (Union au centre et à droite, 29,42 %).
Le second tour des élections est marqué une nouvelle fois par une abstention massive équivalente au premier tour. Les taux de participation sont de 34,36 % au niveau national, 30,76 % dans le département et 32,26 % dans le canton de Nancy-2. Chaynesse Khirouni et Anthony Perrin (Union à gauche avec des écologistes) sont élus avec 61,52 % des suffrages exprimés (3 030 voix pour 5 195 votants et 16 103 inscrits),,.

## Composition
| Nom                           | Code Insee | Intercommunalité         | Superficie (km2) | Population (dernière pop. légale)                 | Densité (hab./km2) | Modifier                                    |
| ----------------------------- | ---------- | ------------------------ | ---------------- | ------------------------------------------------- | ------------------ | ------------------------------------------- |
| Nancy (bureau centralisateur) | 54395      | Métropole du Grand Nancy | 15,01            | Fraction : 32 170 (2022) Commune : 104 387 (2022) | 6 954              | modifier les données · modifier les données |
| Canton de Nancy-2             | 5413       |                          |                  | 32 170 (2022)                                     |                    | modifier les données                        |

Le canton de Nancy-2 comprend la partie de la commune de Nancy située au nord d'une ligne définie par l'axe des voies et limites suivantes : depuis la limite territoriale de la commune de Laxou, avenue de la Libération, rue de la Colline, rue Saint-Bodon, rue d'Auxonne, quai Claude-le-Lorrain, passerelle, ligne de chemin de fer, rue Raymond-Poincaré, rue Stanislas, place Stanislas, rue des Dominicains, rue du Pont-Mouja, rue Saint-Nicolas, rue Charles-III, boulevard Lobau, rue des Tiercellins, promenade des Canaux, boulevard de la Mothe, avenue du Vingtième-Corps, jusqu'à la limite territoriale de la commune de Saint-Max.

## Démographie
En 2022, le canton comptait 32 170 habitants, en évolution de −2,49 % par rapport à 2016 (Meurthe-et-Moselle : −0,13 %, France hors Mayotte : +2,11 %).
| 2013   | 2018   | 2022   |
| ------ | ------ | ------ |
| 33 066 | 32 912 | 32 170 |